# Letziwaldbrücke

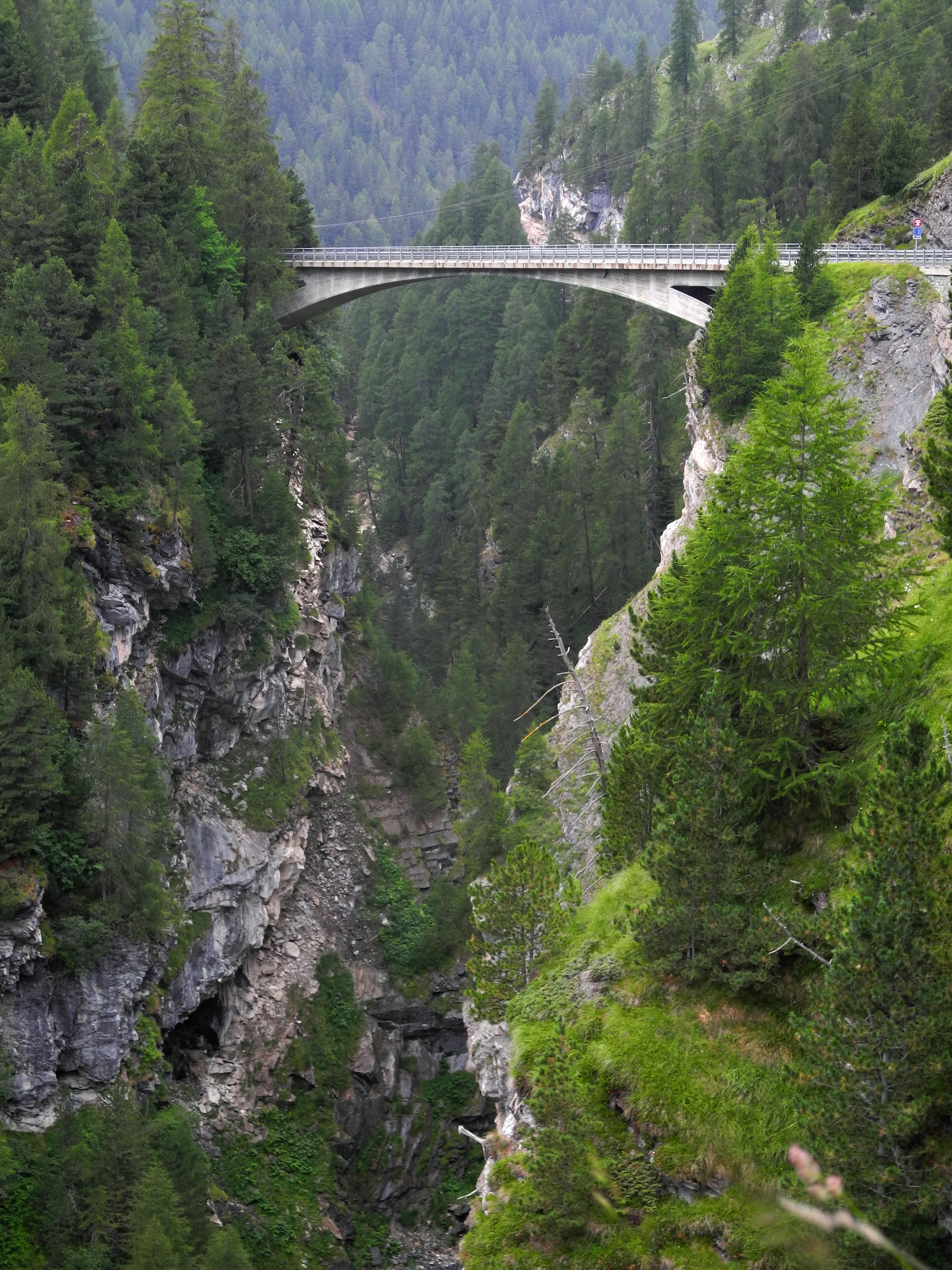
Bogenbrücke über Averser-Rhein

Die Letziwaldbrücke (auch: Lezibrücke) ist eine Bogenbrücke aus Stahlbeton in Avers, Kanton Graubünden. Die Strassenbrücke überspannt mit einem sehr flachen, 66,5 Meter weit gespannten Bogen die Schlucht des Averser Rheins, in den ca. 600 Meter westlich der Madrischer Rhein mündet. Sie wurde von Christian Menn entworfen und 1959 gebaut. Das Tragwerk gleicht der Vorderrheinbrücke in Tavanasa, die Robert Maillart 1905 projektierte. Die Letziwaldbrücke gehört mit 85 Metern Höhe über Talgrund zu den höchsten Brücken der Schweiz.
Das 76 Meter lange und rund sechs Meter breite Bauwerk hat eine 22 Zentimeter dicke Fahrbahnplatte. Der Bogen ist 4 Meter breit und hat eine 25 Zentimeter dicke Platte. Die Stabilisierung der Bogenbrücke wird durch das Zusammenwirken von Bogen und Fahrbahnträger erreicht. Die Aussteifung der Brücke erfolgt vor allem durch den kräftig gestalteten Bogen. Dieser hat in Anlehnung an die Salginatobelbrücke eine variable Höhe und verschmilzt monolithisch mit dem schlanken Fahrbahnträger. Das statische Tragsystem ist ein sehr flacher Dreigelenkbogen mit einem Pfeilverhältnis von etwa 9,6. Dadurch erreicht das Bauwerk ein dynamisches Erscheinungsbild, eine «angespannte Konzentriertheit – wie eine Wildkatze im Sprung überwindet die Letziwaldbrücke die steil abfallende Schlucht. Die Dominanz des Bogens sowohl in statischer wie auch in visueller Sicht unterstreicht den mutigen Brückenschlag im topografisch schwierigen Gelände.»
Die Bodenplatte des Stahlbetonbogens wurde auf einem leichten, freitragenden Lehrgerüst aus Holz betoniert. Auf der erhärteten, freispannenden Bogenplatte folgte dann die Herstellung der Stege des Bogenquerschnitts und des Fahrbahnträgers.